# Ernest Leroy
Pour les articles homonymes, voir Leroy (patronyme).
Ernest Leroy (25 avril 1844, Fransart - 8 décembre 1895, Fransart), est un homme politique français.

## Biographie
Ernest Leroy fut élu député de la Somme par l'arrondissement de Montdidier en 1893, face au comte Beaurepaire de Louvagny. Il devient conseiller général du canton de Rosières.

## Distinctions
- Officier d'académie.

## Sources
- « Ernest Leroy », dans le Dictionnaire des parlementaires français (1889-1940), sous la direction de Jean Jolly, PUF, 1960 [détail de l’édition]